# Junta Suprema Central

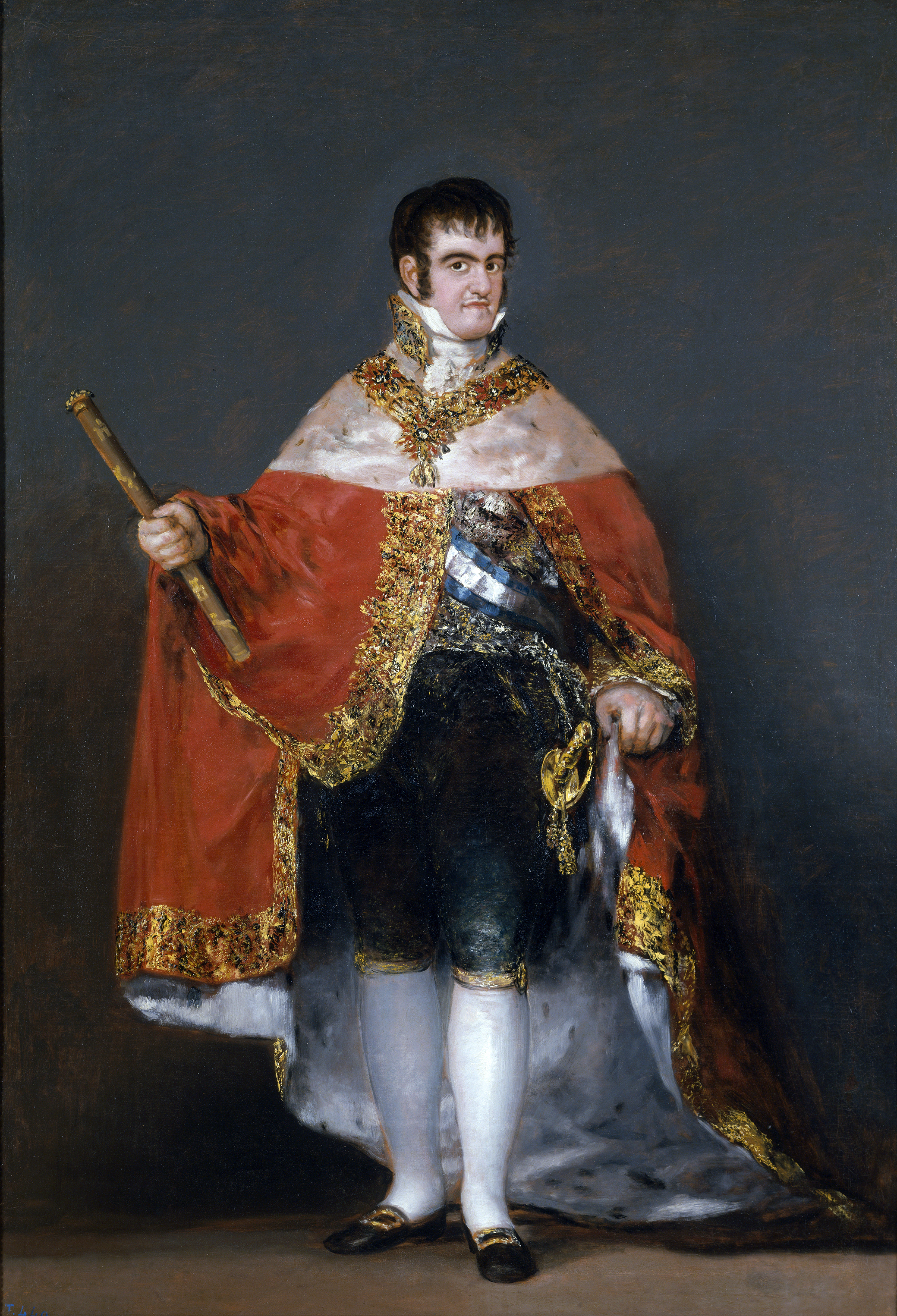
Amb les abdicacions de Baiona, Napoleó es va fer amb el tron de Carles IV i Ferran VII. No obstant això, les idees que els Bonaparte volien transformar Espanya en un estat més semblant al francès van portar un rei amb poca experiència a convertir-se en "El Desitjat" per part del poble espanyol.

La Junta Suprema Central, també dita la Junta Suprema o Junta Central, o Junta Central Suprema i, oficialment, Junta Suprema Central i Governativa del Regne va ser l'òrgan que va acumular els poders executiu i legislatiu espanyols durant l'ocupació napoleònica d'Espanya. Es va constituir el 25 de setembre de 1808 després de la victòria en la batalla de Bailén i després que el Consell de Castella declarés nul·les les abdicacions de Baiona. Va estar vigent fins al 30 de gener de 1810.
Va ser formada inicialment pels representants de les Juntes Provincials, va tenir la seva seu a Aranjuez i va estar presidida pel comte de Floridablanca, amb un total de 35 membres. En poques paraules, la missió de la Junta va ser la d'assumir el poder de l'Estat durant l'absència del rei, Ferran VII.
En dissoldre's la Junta, va ser creat el Consell de Regència d'Espanya i Índies, a partir del qual, després de la pèrdua gairebé completa del territori peninsular durant la Guerra del Francès, es convocaren les Corts de Cadis, que van acabar redactant la Constitució espanyola de 1812.

## Context històric i antecedents

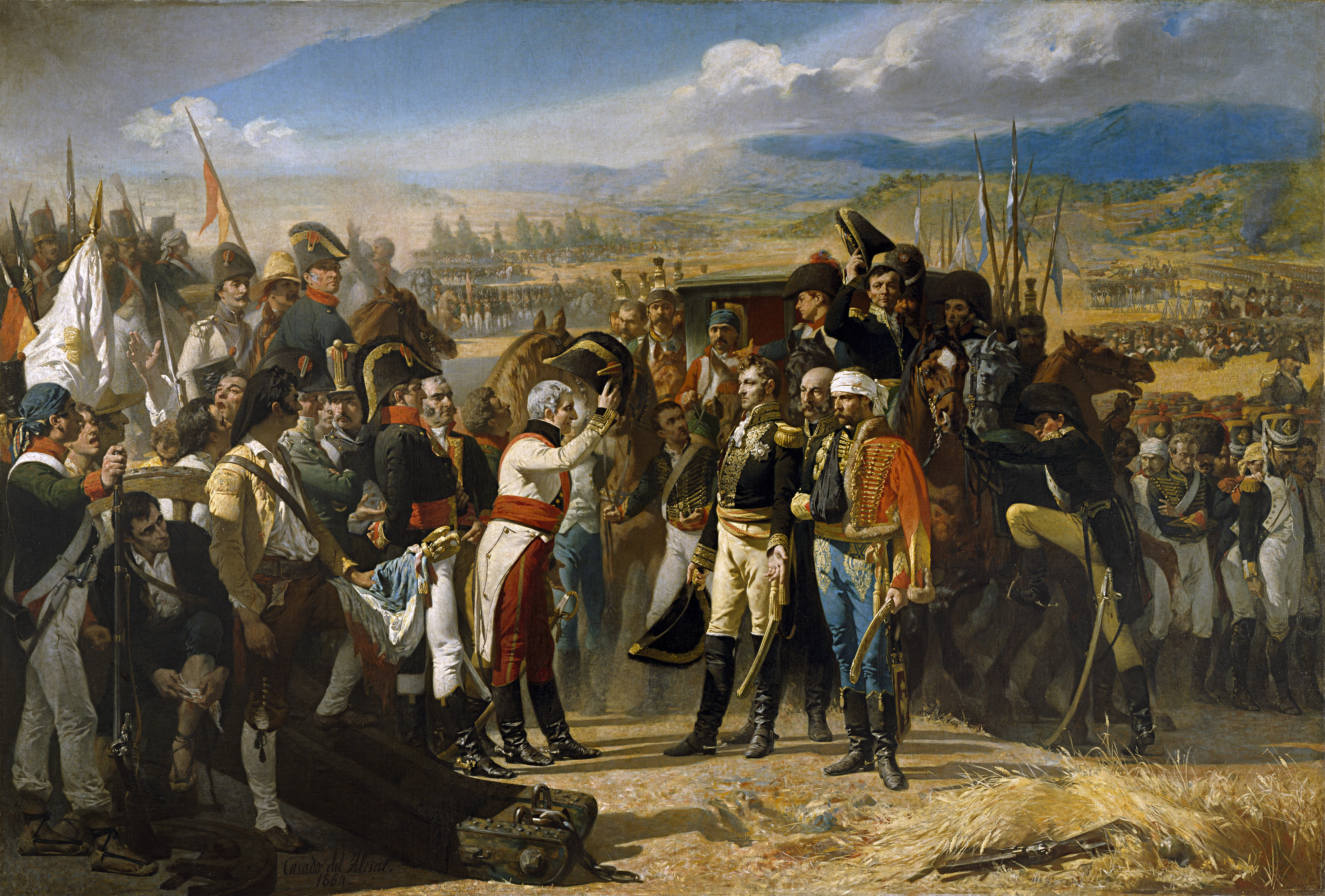
Després de la victòria a la batalla de Bailén, el sentiment patriota recorregué bona part del país, fent caure en el parany, no sols al poble, sinó també a molts generals, de que la guerra ja era guanyada. Como a mostra, les derrotes a les batalles d'Espinosa o de Gamonal.

Entre juny i juliol de 1808, l'exèrcit espanyol, comandat pel general Castaños, lluitava, fins a la victòria, contra les tropes napoleòniques de Dupont en la batalla de Bailén. Davant la transcendència de la derrota, la primera en camp obert de l'exèrcit imperial francès Napoleó decideix enviar al seu "Gran Armée" a la fi d'aquest any. Mentrestant, el poble i l'exèrcit celebraven la victòria, deixant-se portar per l'eufòria i confiant en les seves possibilitats.
Durant els mesos de maig i juny del mateix any es van constituir diferents juntes, les Juntes Locals i les Supremes (com la valenciana o la catalana), que encapçalarien el clam popular contrari a la invasió dels francesos. Nombrosos intel·lectuals i polítics de renom van tractar d'organitzar la caòtica situació davant els invasors, declarant, en primer lloc, la guerra a Napoleó I. Per dur a terme aquesta comesa, va ser necessària la inversió de grans summes de diners, proporcionat en part per col·lectes populars, en part amb suport britànic, amb la finalitat de crear i formar un exèrcit antinapoleònic.
D'altra banda, aquests mateixos dirigents van veure l'ocasió que se'ls va presentar per apoderar-se del poder, absents de rei en la pràctica (Ferran VII era a Baiona i Josep Bonaparte amb prou feines comptava amb suports dins d'Espanya). L'afrancesament del Consell de Castella, que va acceptar en primer moment el mandat de Bonaparte, va provocar conflictes ideològics amb les Juntes, que el seu poder augmentava parell al suport del poble, fins que, finalment, va haver de resignar-se al fet que aquestes, més nombroses, fossin les que aconseguissin la sobirania.
Cal ressaltar el manifest redactat per la Junta Suprema de Govern del Regne de València amb el qual el moviment juntista justifica la creació de la Junta Suprema Central, apel·lant a la iniciativa d'altres països europeus també envaïts per l'emperador francès. Del manifest, a més, cal ressenyar la crida a la seva constitució per poder rebre l'ajuda britànica d'una manera més eficient, el rebuig a la participació de les Juntes Locals i, especialment, el temor a la independència de les colònies americanes, doncs després de la formació de les Juntes Supremes Americanes, les baralles entre els criolls i els peninsulars per la sobirania del territori es van repetir fins a la independència d'Hispanoamèrica.

## Formació oficial de la Junta Suprema Central
Dos van ser els llocs en els quals, a mitjan setembre, van ser reunint-se els diputats després de debatre i acordar els propòsits reflectits en el manifest de la Junta de València: Madrid, la capital del Regne, i Aranjuez. Els representants d'Aragó, Astúries, Catalunya i València van decidir que la Junta Central tingués la mateixa seu que les autoritats monàrquiques, mentre que els diputats de Múrcia, Extremadura i d'Andalusia no acceptaven compartir base amb el Consell de Castella. Finalment, després d'intermediacions entre el Príncep Pío i el comte de Floridablanca, van acabar traslladant-se a Aranjuez, erigint-se el Real Sitio com el centre de la Junta.
El 25 de setembre de 1808, en una cerimònia celebrada en la Capella del Real Palacio d'Aranjuez davant Juan de la Vera, arquebisbe de Laodicea, es va constituir oficialment la Junta Central Suprema i Governativa del Regne. La Junta Central quedà formada pels diputats procedents de les Juntes Supremes de les capitals dels antics regnes, tal com es va decidir en la reunió duta a terme el dia abans a la tasca on s'hostatjava el comte de Floridablanca, president de la Junta.

## Membres del Govern Central
Llista dels individus que van compondre la Junta Suprema Central Governativa d'Espanya i Índies, per l'ordre alfabètic de les províncies que els van nomenar
| Per Aragó: - Francisco Palafox y Melci - Lorenzo Calvo de Rozas Per Astúries: - Gaspar Melchor de Jovellanos - El marquès de Camposagrado Per Canàries: - El marquès de Villanueva del Prado Per Castella la Vella: - Lorenzo Bonifaz y Quintano - Francisco Javier Caro Per Catalunya: - El marquès de Villel - El baró de Sabasona Per Còrdova: - El marquès de la Puebla de los Infantes - Juan de Dios Gutiérrez Rabé Per Extremadura: - Martín de Garay - Félix Ovalle Per Galícia: - El comte de Gimonde - Antonio Aballe Per Granada: - Rodrigo Riquelme - Luis de Funes Per Jaén: - Francisco Castanedo - Sebastián de Jocano |  | Per Lleó: - Joaquín Flórez-Osorio y Teijeiro de la Carrera, VI vescomte de Quintanilla de Florez - Fray Antonio Valdés Per Madrid: - Vicente Joaquín Osorio de Moscoso y Guzmán, comte d'Altamira i marquès d'Astorga - Pedro de Silva Per Mallorca: - Tomàs de Verí - El comte d'Ayamans Per Múrcia: - El Comte de Floridablanca - El marquès del Villar Per Navarra: - Miguel de Balanza - Carlos de Amatria Per Sevilla: - Juan de Vera y Delgado, Arquebisbe de Laodicea i després bisbe de Cadis (fou president de la Junta Central) - El comte de Tilly Per Toledo: - Pedro de Ribero - José García de la Torre Por València: - El comte de Contamina - Pere Caro i Sureda, marquès de la Romana Canceller: - Lorenzo Bonavia |  |

## Evolució de la Junta Central durant laGuerra
Ja des dels seus començaments, en la sessió que la Junta va celebrar el 7 d'octubre de 1808, va ser proposada una convocatòria de Corts que, segons el decret de 5 de maig de Ferran VII, havia de nomenar una regència que mantingués la sobirania del rei durant la seva absència. No obstant això, aquesta proposició va ser-ne desestimada per un gran sector, doncs no només suposava un llarg estudi, amb la consegüent pèrdua de temps, sinó que amb prou feines podrien aprofitar-se del poder concentrat que presumien des de feia uns dies. És més, a causa de les antigues topades amb el Consell de Castella, s'autoimposà el compliment d'aquest decret, pel qual ordenava el tracte de Majestat a organismes i individus aliens. Amb l'arribada de Napoleó al novembre de 1808 i la capitulació de Madrid, la Junta es va veure obligada a desplaçar-se fins a Extremadura i després a Sevilla on residiria des del 16 de desembre de 1808.
En els mesos que van seguir la seva fundació, la Junta es va encarregar d'organitzar al país i la guerra, entre els actes de la qual destaquen la fixació dels tributs de guerra, l'establiment de l'«Exèrcit de la Manxa», manat pel general Aréizaga, i la signatura del tractat d'aliança amb Gran Bretanya (14 de gener de 1809).
A Sevilla, el 15 d'abril de 1809, el diputat Lorenzo Calvo de Rozas elaborà una proposta de "convocatòria de les Corts i elaboració constitucional" que, al contrari que la primera, fou força ben acollida. Durant les setmanes següents la proposta es concretà en un Reial Decret, Aquest Reial decret, amb data de 22 de maig de 1809, proposava oficialment la celebració d'aquesta assemblea constituent per a l'any 1810, a més de la creació d'una "Comissió de Corts", presidida per Jovellanos, que prepararia les reformes necessàries per poder portar a terme les Corts.
El 1810 la Junta hagué de desplaçar-se en últim lloc a l'Isla de León, actual San Fernando, el 23 de gener de 1810 amb la consigna que calia seguir lluitant fins al final i dirigia la resistència a tota la península, fonamental per al resultat de la guerra, perquè si hagués caigut Cadis, la contesa s'hauria acabat. La Junta Central, en nom del rei, decidí posar data a la composició de las Corts, en un principi, l'1 de març. El 29 de gener en un darrer decret es dissolia la Suprema Junta i donava pas al Consell de Regència d'Espanya i Índies, que acabaria organitzant les Corts.

## Consell de Regència d'Espanya i Índies
El Consell de Regència d'Espanya i Índies va ser un òrgan que, amb igual autoritat que el rei Ferran VII, tenia com a principal missió l'organització de les Corts Constituents que la mateixa Junta Central no va poder instaurar. També coneguda com la Suprema Regència, va haver de ser creada a causa del descrèdit al que es van veure sotmesos els membres d'aquesta última després de la derrota a Ocaña. Ja resolts els principals problemes i arribats a l'Illa de León tots els diputats de les Corts, en una cerimònia celebrada a l'Església Major Parroquial davant monsenyor Pedro de Quevedo (que també va fer de president regent), el 24 de setembre de 1810 van quedar per fi constituïdes les Corts Generals, que acabarien per redactar la primera constitució d'Espanya.
La regència va estar composta per cinc membres, cap d'ells membre de la Junta Central, i un representant de les colònies americanes. Aquests van ser el general Castaños, els consellers d'Estat Antonio de Escaño i Francisco Saavedra, el bisbe d'Ourense, Pedro de Quevedo y Quintano i, per part de les Amèriques, Esteban Fernández de León, No obstant això, el membre americà, el mateix dia de la constitució del consell va haver de ser suplert pel seu company Miguel de Lardizábal y Uribe i, a més, la regència no va acabar per completar-se fins que monsenyor Quevedo va poder presentar-se, quatre mesos més tard, si bé, en trobar-se tres dels regents, el mínim requerit per la mateixa Junta, aquesta podia exercir la seva labor.

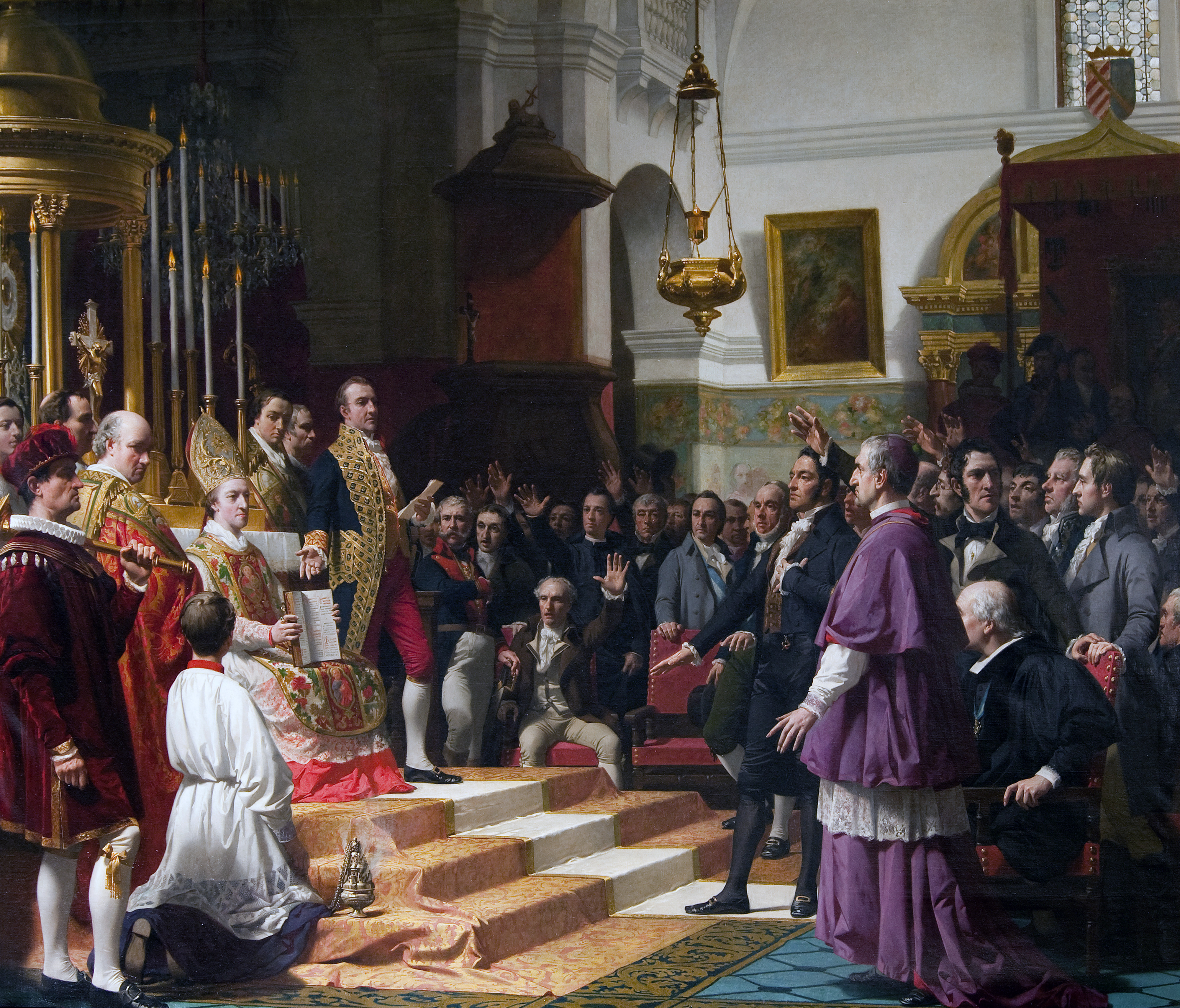
"Jurament dels diputats de les Corts de Cadis", obra de José Casado del Alisal en la qual es representa la cerimònia d'inauguració de les Corts.

Aquesta labor, gairebé reduïda a la convocatòria de Corts, va ser moltíssim més polèmica per causa dels interessos dels liberals, que pretenien compondre una única càmera, malgrat la proposta, defensada per Jovellanos entre molts altres, d'una convocatòria estamental, com va ser decidit per la Junta Central. No obstant això, es va sospitar i es va acabar per confirmar la manipulació liberal, doncs, encara que es van excusar en la falta de temps per la convocatòria, es va descobrir que no havia estat enviada una nota en la publicació de la convocatòria sobre la participació de l'Església i la Noblesa. Finalment i malgrat la disputa, ja que nobles i religiosos van formar part de les representacions provincials, va decidir mantenir-se el sistema unicambral.

### Tercera Junta de Regència
Durant el període comprès entre el 2 de gener de 1812 i el 8 de març de 1813 fou presidida per Joaquín de Mosquera y Figueroa, i com a vocals: Juan María de Villavicencio, Pedro Alcántara de Toledo y Salm-Salm Duc de l'Infantado, Enrique O'Donnell Anethan Comte de La Bisbal i de Lucena, Ignacio Rodríguez de Rivas i Juan Pérez Villamil.
Aquesta Junta promulga la Constitució, encarregant-se de la seva publicació els magistrats Juan María de Villavicencio i Ignacio Rodríguez de Ribas.